# Max Merz
Max Christopher Merz (Ratisbona, 1º febbraio 1994) è un ex cestista tedesco, di ruolo playmaker.

## Carriera
Dopo aver trascorso l'intera carriera agli Skyliners Frankfurt, il 28 aprile 2017, a soli ventitré anni, annuncia il ritiro dall'attività agonistica al termine del campionato, in quanto intenzionato ad intraprendere una nuova attività da consulente, dopo essersi laureato in International Business alla Frankfurt School of Finance & Management.

## Palmarès
- FIBA Europe Cup: 1

Skyliners Francoforte: 2015-16